# Fred Lambart
Howard Frederick „Fred“ John Lambart (* 1880 in Ottawa; † 1946 ebenda) war ein kanadischer Bergsteiger. Er zählt zu den Erstbesteigern des Mount Logan, dem höchsten Berg seines Heimatlandes.

## Leben
Lambart wurde 1880 in Ottawa geboren, wo er aufwuchs und den größten Teil seines Lebens verbrachte. 1904 graduierte er als Bachelor of Science von der McGill University. Danach arbeitete er als Landvermesser.
1925 nahm er an einer Expedition unter der Führung von Albert MacCarthy teil. Sie führte zum bislang unbestiegenen Mount Logan. Der höchste Berg Kanadas misst 5959 Meter und ist damit auch der zweithöchste seines Kontinents, also einer der Seven Second Summits. Weitere Expeditionsteilnehmer waren Allen Carpé, William Wasbrough Foster, Norman H. Read und Andrew Taylor. Sie erreichten den Gipfel am 23. Juni 1925.
Zu Lambarts weiteren bergsteigerischen Leistungen gehört eine der frühen Besteigungen des Mount Robson. Außerdem war er Vizepräsident des Alpine Club of Canada. Fred Lambart starb 1946 in Ottawa nach längerer Krankheit.